# Working Week
Working Week is een Britse band uit de jaren 80 die soul, jazz en dance speelde. Deze mengeling van stijlen leverde vergelijkingen op met Sade (waarmee de band zelfs leden uitwisselde) maar niet dezelfde successen, ondanks een stevige live-reputatie.

## Biografie
Working Week werd in 1983 opgericht door gitarist Simon Booth en saxofonist Larry Stabbins (1949), nadat zij de Britse punkband Weekend hadden verlaten. In 1984 verscheen hun debuutsingle Venceremos (We Will Win), een eerbetoon aan de Chileense protestzanger Víctor Jara die in 1973 werd vermoord.  Het werd gezongen door Tracey Thorn (1962) van Everything But The Girl en Robert Wyatt (1945) en belandde in de onderste regionen van de Engelse charts.
De band beschikte nog niet over een vaste zangeres, want de volgende single, Storm of Light, werd opgenomen met Julie Tippets (1947). Ook Corinne Drewery (1959) van het latere Swing Out Sister heeft korte tijd deel uitgemaakt van Working Week.
Met de uit Grenada afkomstige Juliet Roberts (1962) als vaste zangeres werd het debuutalbum Working Nights opgenomen dat in april 1985 verscheen. Een van de nummers op deze plaat was Thought I'd never see you again.
In 1986 verscheen het derde album Companeros met onder andere de latin-achtige single Rodrigo Bay. Datzelfde jaar trad de band op tijdens benefietconcerten; 9 februari 1986 in de Royal Albert Hall voor de slachtoffers van de Armero tragedie in Colombia en 20 juni tegen de apartheid in Zuid-Afrika.
In 1987 verscheen Surrender, het laatste album met Juliet Roberts; na de single Knocking on Your Door verliet ze de band om solo verder te gaan. Voor het vijfde album Fire in the Mountain (1989) maakte Julie Tippetts een tijdelijke comeback, en op Black and Gold (1991), de laatste studioplaat van Working Week, nam Yvonne Waite de leadzang voor haar rekening.
Na zes albums in evenzoveel jaar hielden Booth en Stabbins het voor gezien en gingen hun eigen weg. Booth richtte Afro Celt Sound System op.

## Discografie
- Working Nights (Virgin Records V2343) - 1985
- I Thought I'd Never See You Again (2 x 12inch) (Virgin VS 807-12) - 1985
- Compañeros (Virgin Records V2397) - 1986
- Surrender (Virgin Records V2468) - 1987
- Paycheck (compilatie) (Venture VEGD 19) -1988
- Fire in the Mountain (10 Records DIX86) - 1989
- Black and Gold (10 Records DIX95) - 1991
- Payday (Best of Working Week) (compilatie) - 1999